# Tupperware
Tupperware Brands Corporation — американская компания (NYSE: TUP), глобальный прямой продавец потребительских товаров, владелец торговых марок: Tupperware, Avroy Shlain, BeautiControl, Fuller, NaturCare, Nutrimetics, Nuvo и Swissgarde.
Предприятие было основано в 1938 году. Распространение продукции осуществляется методом прямых продаж более чем в 100 странах. В России компания присутствует с 1997 года. В 1996 году провела IPO на Нью-Йоркской фондовой бирже (NYSE).
На 2022 год в компании работало 6600 человек, что на 35% меньше годом ранее.

## История
Основатель компании Эрл Таппер работал в компании DuPont, где в в «Городе пионеров пластика» познакомился с полиэтиленом. На тот момент это был тёмный, твёрдый и пахнущий пластик, который не годился для домашнего и пищевого применения. Таппер убедил компанию продать ему списанные литьевые машины и сырье и создал собственную фирму «Earl S. Tupper Company».
Ему удалось модифицировать пластик и получить гибкий и прочный пищевой пластик. Затем он создал водонепроницаемую, герметичную крышку для своего пластикового контейнера. Он ожидал, что покупатели оценят новый контейнер для еды, который можно брать с собой и также хранить в холодильнике. Однако продажи были слабыми.
В 1951 году Брауни Уайз (Brownie Wise) убедила Таппера отказаться от продаж через торговые сети и перейти к технике прямых продаж, в частности рекламировать товары женщинами на домашних вечеринках (Party plan). Продукция Tupperware была снята с магазинных полок и после продавалась только через сеть дистрибьюторов.
С начала 2000-х годов на фоне падения интереса покупателей к модели прямых продаж и роста конкуренции продажи компании начали устойчиво снижаться, что породило финансовые проблемы. Для их решения Tupperware последовательно закрывала свои иностранные представительства, но это не помогало. Небольшой рост продаж в период пандемии COVID-19 не смог исправить положение дел. С 2022 года цена акций компании падала ежегодно на 40 - 60%. Летом 2024 года прекратил работу последний завод компании на территории США.
18 сентября 2024 года после длительных переговоров с кредиторами компания подала заявление о банкротстве.

## Торговые марки

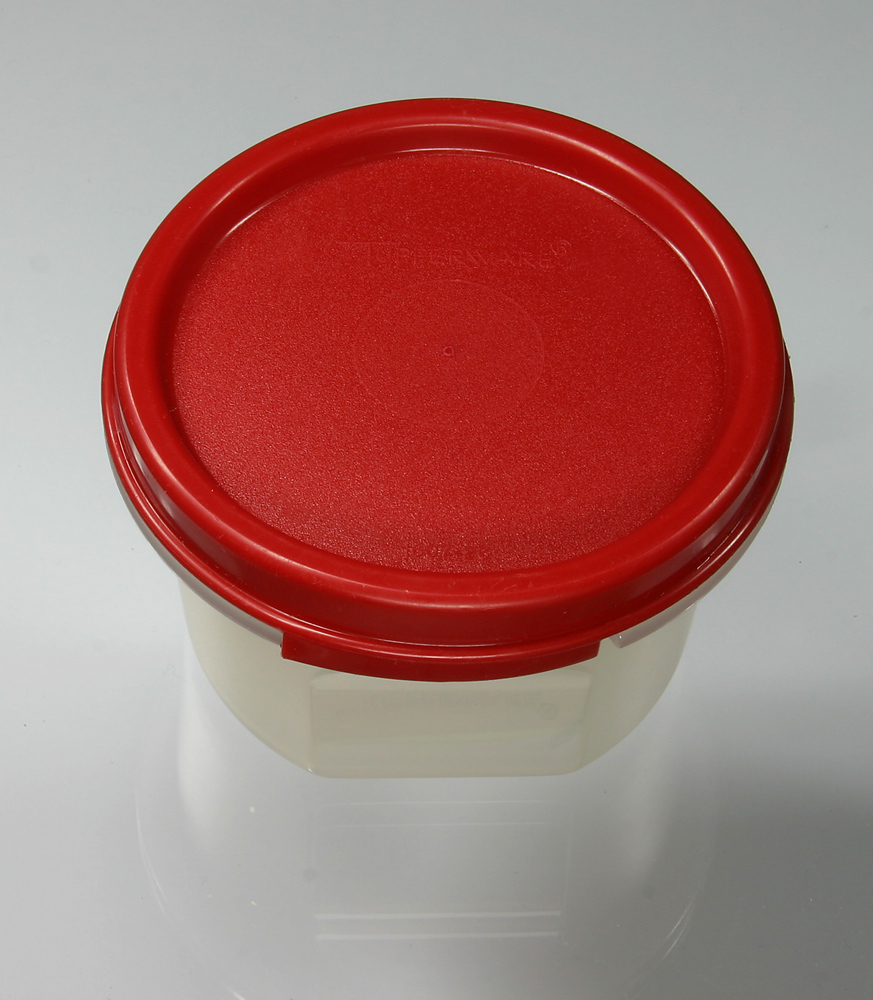
Маленькая Tupperware-упаковка

- Tupperware — полипропиленовые, поликарбонатные и силиконовые ёмкости для кухни и быта.
- Avroy Shlain — косметические средства (компания создана в 1973 году в ЮАР, в 2006 году вошла в состав Tupperware)
- BeautiControl — косметика, туалетные принадлежности, парфюмерия (компания создана в 1981 году в США, в 2006 году вошла в состав Tupperware)
- Fuller
- NaturCare
- Nutrimetics
- Nuvo
- Swissgarde